# Ultimo (manga)
La forza è la spada che manifesta la volontà.
Il cuore è lo spirito composto dal bene e dal male.»
(Inizio del manga ULTIMO.)
Ultimo (機巧童子ULTIMO?, Karakuri Dōji Urutimo) (graficamente reso in maiuscolo, ULTIMO) è un manga nato dalla collaborazione di Stan Lee  e Hiroyuki Takei.

## Trama
Per trovare la risposta alla domanda su quale sia la forza più potente fra bene e male Dunstan ha creato due Karakuri Doji, creature meccaniche che incarnano rispettivamente queste forze. La missione di queste Doji è viaggiare nello spazio e nel tempo cercando di capire i concetti di "buono" e "malvagio", finché non giungerà il momento della loro battaglia finale.

## Personaggi

### Protagonisti
Yamato Agari (東 大和?, Agari Yamato)
Yamato è l'eroe principale della storia, un ragazzo dallo spirito ardente ma gentile che si mette sempre nei guai. Vive con sua madre in una casa popolare. Va matto per Sayama.
Ultimo (ウルティモ?, Urutimo)
È la prima Karakuri Doji del bene creata dal dottor Dunstan. Agisce nel nome del "bene", ma cosa significhi non è ancora riuscito a capirlo. Con l'aiuto del padrone Yamato sta cercando di mettere insieme informazioni sul bene. Il suo karakuri henge è basato sulle gru e sui leoni.
God Ultimo  (?)
Questa è l'Icon di Ultimo che nasce dalla combinazione con il suo padrone Yamato. Il suo elmetto brilla come il sole e il motivo bianco e rosso è dovuto all'interesse che il dottor Dustan ha per il Giappone. Nella modalità Icon, Ultimo si trasforma nel Crane Plane e in questa forma riesce a volare attraverso lo spazio e il tempo.
Abilità speciali: manipolazione spazio-temporale, togiki no mai (danza recidi-tempo)

### Le sei perfezioni e il club delle Doji del bene
- Regula  (?) - la disciplina

Doji del bene che rappresenta la disciplina e che fa parte delle sei perfezioni. Ha un temperamento serio, ma anche collerico, spesso si infuria e perde le staffe. Dopo la morte di Eco, diventa la Doji di Makoto Sayama. Il colore del suo abito è giallo oro e, nella sua trasformazione karakuri henge assume le sembianze di un lupo.
God Regula  (?)
Questa è l'Icon di Regula che nasce dalla combinazione con il suo padrone Eco. Somiglia a Son Goku, il protagonista di un famoso racconto popolare cinese. Possiede l'abilità di intervenire sulla mente delle persone.
Abilità speciali: manipolazione della memoria, engrave
- Eco  (?,  Shin Ekoda)

Nato il 9/09, Capricorno, gruppo sanguigno 0, 38 anni.
Proprietario dell'Eco Sushi. Il suo buon carattere lo porta a prendersi cura di Yamato e Musashi. Ha una moglie e due figli. Viene ucciso in battaglia da Vice. Gli piacciono gli shonen manga.
- Pardonner - la pazienza

Dottor Sakujii (68 anni)
- Goge - la contemplazione

Hiroshi (21 anni)
- Slow - la diligenza

Maki (28 anni)
- Service - la generosità

Oizumi (42 anni)
- Sophia - la saggezza

Murayama (16 anni)

### Antagonisti
K (ケー?, Kē)
Porta gli occhiali e sogna di diventare un "cattivo". È una persona che si irrita facilmente e quando non sa cosa sta succedendo inizia a tremare come una foglia. Va matto per le motociclette e la musica Heavy Metal. Gli piace anche dar da mangiare agli uccellini che vengono a poggiarsi sulla veranda del suo appartamento.
Vice (バイス?, Baisu)
È la prima Karakuri Doji del male creata insieme a Ultimo. È una bambola che possiede le stesse abilità di Ultimo ma il suo obiettivo è l'opposto di quello del suo clone. Le sue azioni sono sempre dirette a fare qualcosa di cattivo. Il suo karakuri henge è basato sulle tartarughe e sui demoni.
Ogre Vice  (?)
Questo è l'icon di Vice, conosciuto anche con il nome di Onimen. Esso nasce dalla combinazione di Vice con il suo padrone, K. Il motivo di questo Icon è basato su un demone che ha la peculiarità di essere composto da ossa taglienti come lame.
Abilità speciali: ina-bone

### I sette peccati capitali
- Eater - la gola

Hana (5 anni)
- Rage - ira

Fusataro Fussa (39 anni), produttore musicale
- Desire - lussuria

Sumako Miyoshi (27 anni), maestra elementare
- Paresseux - accidia

Mizho (15 anni), studentessa liceale
- Avaro - avarizia

Kaizo Oume (55 anni), presidente di una compagnia di costruzioni
- Orgulho - superbia

Akira Hidaka (18 anni), giocatore professionista di golf
- Jealous  (?) - l'invidia

Doji del male che rappresenta l'invidia e fa parte dei sette peccati capitali. Agisce trasformando l'invidia e la gelosia del padrone in forza e il fatto di poter leggere negli avversari gli dà un grande vantaggio. Il suo attuale padrone è Rune Kodaira e il suo colore base è l'azzurro. Nella sua trasformazione karakuri henge, Jealous assume le sembianze di un ragno.
Ogre Jealous (Tsuchigumo)  (?)
Questa è l'Icon di Jealous che nasce dalla combinazione con il suo padrone Tomomitsu Iruma. È ispirato ad un mostro della tradizione giapponese Tsuchigumo. È stato appurato che le forme combinate dell'Icon subiscono l'effetto dell'epoca in cui le doji si trovano . Abilità speciali: kumoito azusano yumi ito (arco tela di ragno), daikumo kirimaru (fendente del ragno gigante).
Ogre Jealous (Onigumo)  (?)
Questa è l'Icon di Jealous che nasce dalla combinazione con il suo padrone Rune Kodaira.il fatto che Jealous si trasformi in un ragno femmina potrebbe essere a causa dell'influenza di Rune.la sua abilità di leggere dentro l'avversario è terribilmente potente. Abilità speciali: leggere dentro le persone, happiendenso (lancia elettrica a otto punte), daikumo kirimaru (fendente del ragno gigante).
Rune Kodaira
Amico di Yamato, è di buona famiglia ed è un ottimo studente. Va matto per qualsiasi dolce con sopra della panna montata. Si scopre essere la reincarnazione di Lady Gekko, fidanzata e poi sposa di Yamato novecento anni prima. Come la sua vita precedente, è innamorato di Yamato.

### Altri personaggi
Dunstan (ダンスタン?, Dansutan)
Anche lui porta gli occhiali ed è circondato del mistero più assoluto. È una persona dal carattere imprevedibile, nonché colui che ha creato le Doji. È il jolly che coinvolgerà molti personaggi nella storia.
Makoto Sayama (狭山 真琴?, Sayama Makoto)
Misteriosa studentessa liceale, agisce sempre con coraggio ed è per questo che in passato ha salvato molte volte Yamato. Gli piacciono i funghi e il formaggio. Si scopre essere la figlia di Dunstan, inviata dal padre per tenere d'occhio la situazione e assicurarsi che tutto vada secondo le regole del Funerale delle cento macchine.
Rune Kodaira (小平 ルネ?, Kodaira Rune)
Amico di Yamato, è di buona famiglia ed è un ottimo studente. Va matto per qualsiasi dolce con sopra della panna montata. Si scopre essere la reincarnazione di Lady Gekko, fidanzata e poi sposa di Yamato novecento anni prima. Come la sua vita precedente, è innamorato di Yamato.
Iruma  (?,  Tomomitsu Iruma)
Nato l'11/06, Gemelli, gruppo sanguigno A, 48 anni.
Politico che desidera dal profondo del cuore creare una società migliore. Purtroppo non ci riesce e viene ucciso dalla sua stessa Doji, Jealous. Aveva delle mire nei confronti di Ultimo.
Matsu  (?,  Kiyose Matsumoto)
Nata l'8/04, Ariete, gruppo sanguigno AB, 17 anni.
La prima delle tre compagne di classe amiche di Yamato. È una ragazza tranquilla ma un po' sbadata. Ha l'aria di essere una secchiona ma non lo è. Frequenta il club per lo studio e la ricerca sui manga. Gli piace "BL gauken"
Take  (?,  Akitsu Otake)
Nata il 07/07, Cancro, gruppo sanguigno A , 16 anni. La seconda delle tre compagne di classe amiche di Yamato. È alta e ha un carattere da maschiaccio, tuttavia nasconde nel proprio cuore un amore segreto per qualcuno. Tratta Yamato con molta severità. Frequenta il club di kendo.
Ume  (?,  Hibari Oume)
Nata il 03/03, pesci gruppo sanguigno B, 16 anni. La terza delle tre compagne di classe amiche di Yamato. Ha un carattere spensierato anche se si preoccupa spesso di piccolezzesuo padre è il presidente di una nota compagnia di costruzioni e perciò è molto conosciuta tra la gente. Frequenta il club di karate.le piace guardare i cataloghi delle vendite per corrispondenze.

## Volumi
| 1  | 3 luglio 2009 | ISBN 978-4-08-874708-8 | 13 ottobre 2011   |
| 1  | Capitoli - 001. Il valico nebbioso di Nanban Okina - 002. Kurenai Doji - 003. Il fuoco che brucia intorno a Yamato - 004. Sognando il Raseimon - Character Data. Profili illustrati                                                              |                        |                   |
| 2  | 4 gennaio 2010 | ISBN 978-4-08-874790-3 | 7 dicembre 2011   |
| 2  | Capitoli - 005. Violenza alla torre sotto la luce della luna - 006. La riunione dei padroni - 007. Signor spaccotutto - 008. Il padrone sull'orlo del precipizio - Ultimo Ulate [parte 1]                                                        |                        |                   |
| 3  | 4 marzo 2010 | ISBN 978-4-08-870017-5 | 9 febbraio 2012   |
| 3  | Capitoli - 009. Il rituale del giuramento di devozione - 010. Patto pericoloso - 011. L'inizio della fine - 012. La distruzione del mondo - Ultimo Ulate [parte 2]                                                                               |                        |                   |
| 4  | 4 agosto 2010 | ISBN 978-4-08-870080-9 | 15 marzo 2012     |
| 4  | Capitoli - 013. La nuova alba delle karakuri doji - 014. Amo il wasabi - 015. Scontro al negozio di antiquariato - 016. Yamato, il viaggiatore nel tempo                                                                                         |                        |                   |
| 5  | 4 novembre 2010 | ISBN 978-4-08-870137-0 | 12 aprile 2012    |
| 5  | Capitoli - 017. Yamato, il viaggiatore nel tempo (parte 2) - 018. Yamato in guai seri - 019. Il demone della spada - 020. Rivale in amore: la sconfitta del baseball boy                                                                         |                        |                   |
| 6  | 4 marzo 2011 | ISBN 978-4-08-870202-5 | 14 giugno 2012    |
| 6  | Capitoli - 021. La casa del risveglio - 022. Il coniglietto lussurioso e la teoria delle superstringhe - 023. La frusta dell'amore e il fendente taglia-passerotto - 024. L'expo del male alla residenza Suzume                                  |                        |                   |
| 7  | 2 settembre 2011 | ISBN 978-4-08-870328-2 | 12 luglio 2012    |
| 7  | Capitoli - 025. La preghiere prima del grande evento - 026. La rinascita della doji scarlatta - 027. La misteriosa alba del Funerale delle Cento Macchine - 028. L'inizio della guerra, il Kemari assassino - Character Data. Profili illustrati |                        |                   |
| 8  | 2 marzo 2012 | ISBN 978-4-08-870350-3 | 9 agosto 2012     |
| 8  | Capitoli - 029. Ira contro saggezza - 030. Ciò che avvenne nel futuro - 031. Il bene e il male - 032. Il crocevia delle speranze - 033. Quella ragazza - Character Data. Profili illustrati                                                      |                        |                   |
| 9  | 10 dicembre 2012 | ISBN 978-4-08-870598-9 | 5 settembre 2013  |
| 9  | Capitoli - 034. Veglia funebre - 035. Il cervo bianco - 036. Il superdottore - 037. A mani nude - 038. Battaglia per l'evoluzione |                        |                   |
| 10 | 1º novembre 2013 | ISBN 978-4-08-870825-6 | 3 aprile 2014     |
| 10 | Capitoli - 39. Aridità, addestramento speciale in nome dell'amicizia - 40. Qualcuno vuole del sushi? - 41. Viaggio all'insegna dei legami che superano il tempo - 42. Il monme del mercato nero - 43. Visione del futuro del 2989                |                        |                   |
| 11 | 5 gennaio 2015 | ISBN 978-4-08-880202-2 | 27 agosto 2015    |
| 11 | Capitoli - 44. Visione del futuro del 2989 (2) - 45. Truffatrice - 46. Senza rancore - 47. Scoprire pure zanne bianche - 48. Riapertura verso il futuro                                                                                          |                        |                   |
| 12 | 4 dicembre 2015 | ISBN 978-4-08-880470-5 | 1º settembre 2016 |
| 12 | Capitoli - 49. Doppia capriola in fondo al cuore - 50. Tutti contro uno - 51. L'ultrafusione definitiva fra "Bene" e "Male" - Ultimo: 0 |                        |                   |